# Швецов, Виктор Иванович
Виктор Иванович Швецов (1 января 1942, Зарайск — 18 ноября 2020, Новосибирск) — советский и российский тренер по лёгкой атлетике. Мастер спорта СССР (1966). Заслуженный тренер СССР (1984).

## Биография
Родился 1 января 1942 года в городе Зарайске Московской области. Во время Великой Отечественной войны его семья была эвакуирована в город Чулым Новосибирской области.
В 1960 году Швецов окончил Чулымскую среднюю школу № 40, затем, в 1962 году, — Новосибирский техникум физической культуры. Работал преподавателем физической культуры в школе г. Чулыма. С 1963 по 1966 год служил в рядах Советской Армии — в новосибирском СКА (1964) и московском ЦСКА (1965—1966).
С 1966 по 1973 год он работал преподавателем кафедры физической культуры Новосибирского института водного транспорта. В 1973 году окончил Омский государственный институт физической культуры.
С 1973 года работал тренером по спортивной ходьбе в Новосибирской школе высшего спортивного мастерства. С 1978 по 1992 год был тренером сборной СССР по лёгкой атлетике, в 1985—1986 годах — старшим тренером.
С 2009 года Виктор Иванович занимал должность главы совета старейшин спорта города Новосибирска.
За годы работы Швецов подготовил свыше 30 мастеров спорта, 12 мастеров спорта международного класса СССР и России, трое из которых имеют высшее спортивное звание — заслуженный мастер спорта СССР:
- Андрей Перлов — олимпийский чемпион 1992 года, серебряный призёр чемпионата мира 1991 года, чемпион Европы 1990 года, шестикратный чемпион СССР[6].
- Ирина Страхова — чемпионка мира 1987 года, обладательница кубка мира 1991 года.
- Ольга Криштоп — чемпионка мира в помещении 1987 года, обладательница кубка мира 1987 года, экс-рекордсменка мира.

В свободное время писал стихи.

## Награды и звания
- Почётное звание «Заслуженный тренер РСФСР» (1982).
- Почётное звание «Заслуженный тренер СССР» (1984).
- Медаль «За трудовую доблесть» (1984).
- Включён в список «Десять лучших тренеров Новосибирской области XX века».